# Obstruent
Obstruenter är konsonanter i vars bildande luften möter ett hinder på väg genom ansatsröret som ger upphov till ett kortvarigt eller mera långvarigt hörbart brus. Bruset uppstår på grund av turbulens i luftflödet.  Klassen innefattar alla klusiler, frikativor och affrikator. De övriga konsonanterna är sonoranter. Svenskans /j/ brukar räknas som tonande frikativa, alltså en obstruent, men det uttalas ibland utan hörbart brus. Man kan då säga att det realiseras som sonorant. Tonande obstructer är till exempel [b], [v], [d], [g] och [z], medan tonlösa är [p], [t], [k], [f] och [s]. 